# Ib Spang Olsen
Ib Otto Spang Olsen (11. juni 1921 i København – 15. januar 2012) var en dansk tegner og forfatter.

## Liv og karriere
Ib Otto Spang Olsen blev født i Engelstedsgade 32 i Aldersro Sogn i København den 11. juni 1921 som søn af gartner Ole Peder Christian Olsen og hustru Karen Sofie f. Nielsen. Forældrene blev gift den 1. maj 1916 og flyttede til Engelstedsgade.
Han tog lærereksamen i 1943 og studerede herefter på Kunstakademiet i København 1945-49 og på Den Grafiske Skole 1947-49. Han tilhørte rækken af store danske illustratorer som Axel Mathiesen, Ib Andersen og Mads Stage.
Ib Spang Olsen var lærer på Bernadotteskolen 1952-1961, formand for Kulturministeriets Arbejdsgruppe om Børn og Kultur 1982-90 og medlem af Akademirådet.
Han var kendt for sine frodige og rustikke illustrationer til noveller, bogomslag og Halfdan Rasmussens børnebøger med rim og remser og udgav egne bøger. En kronologisk liste med de omkring 100 titler kan ses på Bibliografi.dk.
I 1972 blev han tildelt den internationale H.C. Andersen-medalje for sine tegninger. Han modtog desuden Kulturministeriets børnebogspris.
Han var i en årrække medlem af Danmarks Naturfredningsforenings lokalkomité i Gladsaxe.
Fra sit første ægteskab med socialrådgiver Grethe Rigmor Geisler, som han var borgerligt viet til på Københavns Rådhus den 1. maj 1947, havde han to børn, Tine og Tune.
Ib Spang Olsen var 2. gang gift med Nulle Øigaard og far til Martin Spang Olsen og Lasse Spang Olsen. 

## Priser
Ib Spang Olsen har bl.a. modtaget
- Kulturministeriets Børnebogspris 1963 for Drengen i månen
- Kulturministeriets Børnebogspris 1964 for Det lille lokomotiv, Blæsten og Regnen
- Kulturministeriets Børnebogspris 1967 for Mosekonens bryg
- Den internationale H.C. Andersen-medalje for illustration i 1972
- Modersmål-Prisen 2002
- Statens Kunstfonds livsvarige ydelse 2010